# Reeks (biologie)
In de botanische nomenclatuur is een reeks een taxon met een taxonomische rang lager dan geslacht. Een reeks kan een handige manier zijn om zeer soortenrijke geslachten onder te verdelen.
De naam van een reeks bestaat uit twee delen: de geslachtsnaam en de reeksaanduiding met daartussen series. 